# William Welch Deloitte

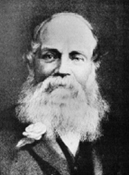
William Welch Deloitte

William Welch Deloitte (* 1818 in London; † 23. August 1898) war ein englischer Wirtschaftsprüfer mit französischen Wurzeln. Sein Großvater, ein Comte de Loitte, war während der Französischen Revolution aus Frankreich geflohen.

## Beruflicher Werdegang
Deloitte begann seine Karriere schon in jungen Jahren: Als 15-Jähriger wurde er Assistent des Konkursverwalters der City of London, bei dem er das Geschäft von Grund auf lernte. Der aufstrebende Berufszweig der Wirtschaftsprüfer hatte nämlich seinen Anfang in dem lukrativen Geschäft, Konkursmasse zu verwalten.
1845, im Alter von 25 Jahren, eröffnete Deloitte genau gegenüber dem Londoner Konkursgericht ein eigenes Büro in der Basinghall Street. Durch die Verabschiedung dreier wichtiger Aktiengesetze entstanden Aktiengesellschaften, die die Grundlage für moderne Firmenstrukturen bildeten – und hier war Deloitte in seinem Element. Er machte sich einen Namen, indem er sich auf den wichtigsten Industriezweig seiner Zeit konzentrierte: den Eisenbahnbau. Im Jahr 1849 wurde er – in Zeiten großer wirtschaftlicher Schwierigkeiten – von der Great Western Railway als erster unabhängiger Prüfer beauftragt. Er deckte einige Betrugsfälle innerhalb der Great North Railway auf, entwickelte ein System für die Prüfung der Eisenbahn, das Investoren vor einem Verlust ihrer Einlagen schützte, und wurde zum „grand old man“ der Wirtschaftsprüfer.
Ab 1893 eröffnete Deloitte auch Niederlassungen in den USA. 1897 zog sich William Welch Deloitte ins Privatleben zurück.
Deloittes Name findet sich als Marke noch heute bei Deloitte Touche Tohmatsu oder kurz Deloitte., einer der Big Four der Wirtschaftsprüfungs- und Beratungsgesellschaften.
| Personendaten    | Personendaten                |
| ---------------- | ---------------------------- |
| NAME             | Deloitte, William Welch      |
| KURZBESCHREIBUNG | englischer Wirtschaftsprüfer |
| GEBURTSDATUM     | 1818                         |
| GEBURTSORT       | London                       |
| STERBEDATUM      | 23. August 1898              |